# Marek Dorywalski
Marek Dorywalski (ur. 27 lutego 1957 w Dopiewie) – polski trener pływania.

## Życiorys
W 1981 ukończył studia na Akademii Wychowania Fizycznego w Krakowie.
Trener pływania w klubie Unia Oświęcim i Szkole Mistrzostwa Sportowego od 1981.
Od 1999 wiceprezes a od 2003 prezes Uczniowskiego Klubu Pływackiego Unia i trener koordynator SMS Oświęcim.
Wieloletni trener Kadry Narodowej juniorów.

## Najważniejsze osiągnięcia podopiecznych
- Paweł Korzeniowski
  - medalista mistrzostw Europy i uczestnik igrzysk olimpijskich Ateny 2004
- Sławomir Wolniak 
  - brązowy medalista Mistrzostw Europy juniorów Budapeszt 2005
  - mistrz Europy juniorów z Palma de Mallorca 2006 na 100 m stylem klasycznym;
  - wicemistrz na 200 m stylem klasycznym.
- Iwona Prędecka
  - wicemistrzyni Europy juniorów - Budapeszt 2005 na 200 m stylem klasycznym;
  - finalistka MŚ juniorów w Rio de Janeiro, 2006.
- Tomasz Gaszyk - finalista ME i MŚ juniorów
- Maciej Hreniak
  - mistrz świata Juniorów na 800 i 1500 m. z Rio de Janeiro, 2006;
  - brązowy medalista ME juniorów w Palma de Mallorca 2006;
  - mistrz Europy juniorów na 800 i 1500 m. - Antwerpia 2007;
  - uczestnik igrzysk olimpijskich Pekin 2008.
- Zuzanna Mazurek
  - mistrzyni świata juniorów na 200 m stylem grzbietowym z Monterrey 2008;
  - brązowa medalistka na 200 m stylem grzbietowym ME juniorów Antwerpia 2007;
  - uczestniczka igrzysk olimpijskich Pekin 2008.
- Karol Głąb
  - srebrny medalista letnich mistrzostw Polski Juniorów w sztafecie 4x100 m stylem zmiennym z Olsztyn 2016;

## Odznaczenia
- Złoty Krzyż Zasługi
- Medal Komisji Edukacji Narodowej